# A keresztes lovagok Egyiptomban
A keresztes lovagok Egyiptomban Giacomo Meyerbeer 1824. március 7-én Velencében bemutatott kétfelvonásos operája.

## A mű története
Az opera a maga idejében nagyon nagy népszerűségnek örvendett. Az ősbemutató óriási siker volt, csupán két kifogást támasztott a közönség és a kritika is a darabbal szemben: hiányzott a nyitány és túl hosszúra nyúlt az előadás. A nyitány hiánya a szerző időzavarával magyarázható. A premiert követő előadásokon általános gyakorlattá vált, hogy az opera nagy részét egyszerűen elhagyták. Érdekes, hogy az ősbemutató előadásnak nemcsak az énekeseit ismerjük név szerint, hanem az előadó zenészek egy részét is. Ez minden bizonnyal a zenekar kitűnő teljesítményének tudható be. Még 1824-ben színre került a mű egy sor itáliai városban, majd 1825 után kezdetét vette a darab európai diadalútja.
1825. június 30-án a szerző személyes felügyeletével zajlott le a londoni premier. A siker hatására a darabot hamarosan Párizsban előadták. Az opera kisebb átdolgozására már a firenzei bemutató előtt sor került 1824-ben, a párizsi bemutató pedig az eredeti mű gyökeres átdolgozását eredményezte. Adriano szólama szoprán hangfekvésbe került, Armando kapott egy új áriát az I. felvonásban, Meyerbeer több részletet is elhagyott és a librettót módosították.
1860-ig az opera szinte Európa valamennyi operaházában bemutatásra került és több évadon át maradt műsoron, sőt, 1828-ban Havannában is előadták. Azonban az 1860-as években szép lassan eltűnt a színpadokról. Több mint száz évnek kellett eltelnie, hogy újra megszólaljon a darab. 1972-ben Londonban, a Queen Elizabeth Hallban került sor a mű első XX. századi előadására, rövidítve, koncert szerűen. Ezt az előadást követte 1979-ben a New York-i koncertelőadás, majd 1990-ben a montpellier-i koncert. Végül 1991-ben Drezdában már szcenírozott formában is előadták.
A teljes opera első hangfelvétele 1990-91 decemberében készült Londonban. A felvételt 2002-ben bocsátották a nagyközönség rendelkezésére cd formátumban. Máig ez a darab egyetlenegy, kereskedelmi forgalomba került felvétele. A felvétel az ősbemutatón elhangzott teljes hanganyag mellett tartalmazza függelékként a szerző későbbi kiegészítéseit is.

## Az opera helyszínei és szereplői
| Szereplő                                          | Hangfekvés   |
| ------------------------------------------------- | ------------ |
| Aladino, Damietta szultánja                       | basszus      |
| Adriano di Monfort, a rodoszi lovagok nagymestere | tenor        |
| Armando d’Orville, rodoszi lovag                  | mezzoszoprán |
| Palmide, a szultán lánya                          | szoprán      |
| Felicia, álruhában, lovagnak öltözve              | szoprán      |
| Alma, Palmide bizalmasa                           | szoprán      |
| Osmino, a szultán fővezére                        | tenor        |
| Mirva, Palmide és Armando kisfia                  | néma szerep  |

- Történik: Egyiptomban, a VI. keresztes hadjárat idején, 1228-29-ben

## Az opera cselekménye

### I. felvonás
A rodoszi lovagok egy csoportja a keresztes hadjárat során elvetődött Egyiptom partjaihoz. Itt az ellenség egy túlerőben lévő seregével találják magukat szembe. Hősiesen harcolnak, de a létszám fölény végül az ellenségnek kedvez. Armando d’Orville lovag súlyos sebbel öntudatlanul terül el. Mikor magához tér már csak az elesett egyiptomiak és keresztes lovagok holttestét látja maga körül. Más lehetőséget nem látva a megmenekülésre, magára ölti az egyik elesett egyiptomi ruháját, majd Elmireno álnéven az ellenség fővárosába, Damiettába távozik. Útja során megmenti Aladino szultán életét egy rá támadó haramiától.
A szultán bizalmába fogadja Armandot, aki bejáratos lesz a családjához. Lányát, Palmidét, egyre jobban érdekli a fiatal keresztes lovag, végül bele is szeret. A lovag nem lát semmi reményt rá, hogy valaha is visszatérhet egykori jegyeséhez és családjához, ezért viszonozza a hercegnő szerelmét, fiúk is születik: Mirva. A szultán is felfigyel a fiatalok szerelmére, pártfogolja is lánya választását és csak a megfelelő alkalomra vár, hogy hivatalosan is be tudja jelenteni jegyben járásukat. Erre Armando újabb győztes csatája ad lehetőséget: a szultán hősiessége jutalmául adja hozzá lányát és jelöli ki az esküvő időpontját.
Osmin azonban mind ellenségesebben szemléli a lovag tevékenységét és sikereit. A fővezír maga is szerelmes a szultán lányába, ezért bosszút forral, ami nemcsak Armando, hanem az őt felkaroló szultán ellen is irányul. Ekkor történik egy váratlan fordulópont: rodoszi lovagok követe keresi fel a szultánt. Békét akarnak kötni és tárgyalni foglyaik kölcsönös kicseréléséről. A küldöttséget az uralkodó pompás ünnepségen fogadja, amelyen Armando is jelen van. A küldöttek egyike a lovagnak öltözött Felicia, Armando jegyese. Adriano di Monfort elveszett unokaöccsét ismeri fel Armandóban.

### II. felvonás
Adriano szemrehányásai után Armando újra csatlakozott a keresztes lovagokhoz. Esküvőjén már lovagi öltözetben jelenik meg, a szultán előtt is felfedve ezzel valódi kilétét. Még ezelőtt sor került Felicia, Palmide és Armando találkozására. A lovag bűnösnek érzi magát jegyese elhagyásában, ezért öngyilkos akar lenni, de Felicia megakadályozza ebben. Megbocsátja hűtlenségét és visszaadja szabadságát. A szultán azonban haragra gerjed és elrendeli  a delegáció bebörtönzését, erre a sorsa jut Armindo is. A börtönben Osmin ajánl egyezséget a kereszteseknek: kiszabadítja őket, ha segítenek neki megdönteni a szultán hatalmát. A lovagok elfogadják az alkut.
Armando azonban a szultán oldalára áll és meggyőzi társait, hogy az ország belháborúiban segítsék az uralkodót. Amikor Osmin és hívei kirobbantják a felkelést, Aladino csapatai mellett a keresztes lovagokkal is szembe találják magukat.  Osmin vereséget szenved, a szultán elengedi a lovagokat, és megengedi lányának, hogy férjét kövesse hazájába.

## Az opera zenéje
A Keresztes lovagok Egyiptomban fordulópontot jelentett a szerző életében és az operatörténetben is. Ezt már a korabeli kritika is felismerte. A Keresztes lovagokat az első modern olasz operának tartották. A korabeli kritikusok nagy elismeréssel szólnak Meyerbeer bravúrjáról: művében egyesítette az olasz opera melodikusságát, a német opera veretesebb stílusával. Ez volt az utolsó opera, amelyben a férfi főszerepet egy kasztrált számára írták. Az opera áriái, együttesei dallamgazdagok és hatásosak. A zenekar gazdagon, már-már monumentálisan hangszerelt. A nagy, látványos jelenetek és díszletek, az erőteljes drámai hangzás már a francia nagyoperára mutatnak előre, amelynek egyik megteremtője és legsikeresebb vezéregyénisége, a bemutató után pár évvel maga Meyerbeer lesz. A szerző egyértelműen alkalmazta az olasz bel canto stílusát, ennek köszönhetően tudta a monumentális történetet összeegyeztetni a dallamvilág eleganciájával.